# Dino Barsotti
Dino Barsotti, italijanski veslač, * 1. januar 1903, † 12. junij 1985.
Barsotti je za Italijo nastopil na Poletnih olimpijskih igrah 1932 in 1936, obakrat v osmercu. Tako v Los Angelesu, kot tudi v Berlinu, je italijanski čoln osvojil srebrno medaljo.